# Bibiana
Bibiana (en français Bibiane) est une commune italienne d'environ 3 400 habitants, située dans la ville métropolitaine de Turin dans la région Piémont, dans le nord de l'Italie. 

## Histoire
La commune actuelle de Bibiana regroupe, depuis 1818, celui des anciennes communes de Bibiana et de Famolasco.

## Culture

### Particularisme linguistique
La commune de Bibiana, en application de la loi n. 482, du 15 décembre 1999, a déclaré appartenir à la minorité culturelle de langue française et à la minorité culturelle de langue occitane.

## Administration
| Période                                  | Période  | Identité    | Étiquette | Qualité       |
| ---------------------------------------- | -------- | ----------- | --------- | ------------- |
| 14 juin 2004                             | En cours | Elda Bricco |           | centre-gauche |
| Les données manquantes sont à compléter. |          |             |           |               |

### Hameaux
Famolasco, Madonne delle Grazie

### Communes limitrophes
Bricherasio, Luserna San Giovanni, Cavour, Campiglione-Fenile, Lusernetta, Bagnolo Piemonte